# Callianassoidea
Super-famille
Callianassoidea est une super-famille de crustacés décapodes.

## Liste des familles
- Callianassidae Dana, 1852
- Callianideidae Kossmann, 1880
- Ctenochelidae Manning et Felder, 1991
- Laomediidae Borradaile, 1903
- Thomassiniidae de Saint Laurent, 1979
- Upogebiidae Borradaile, 1903